# Национальная библиотека Республики Карелия

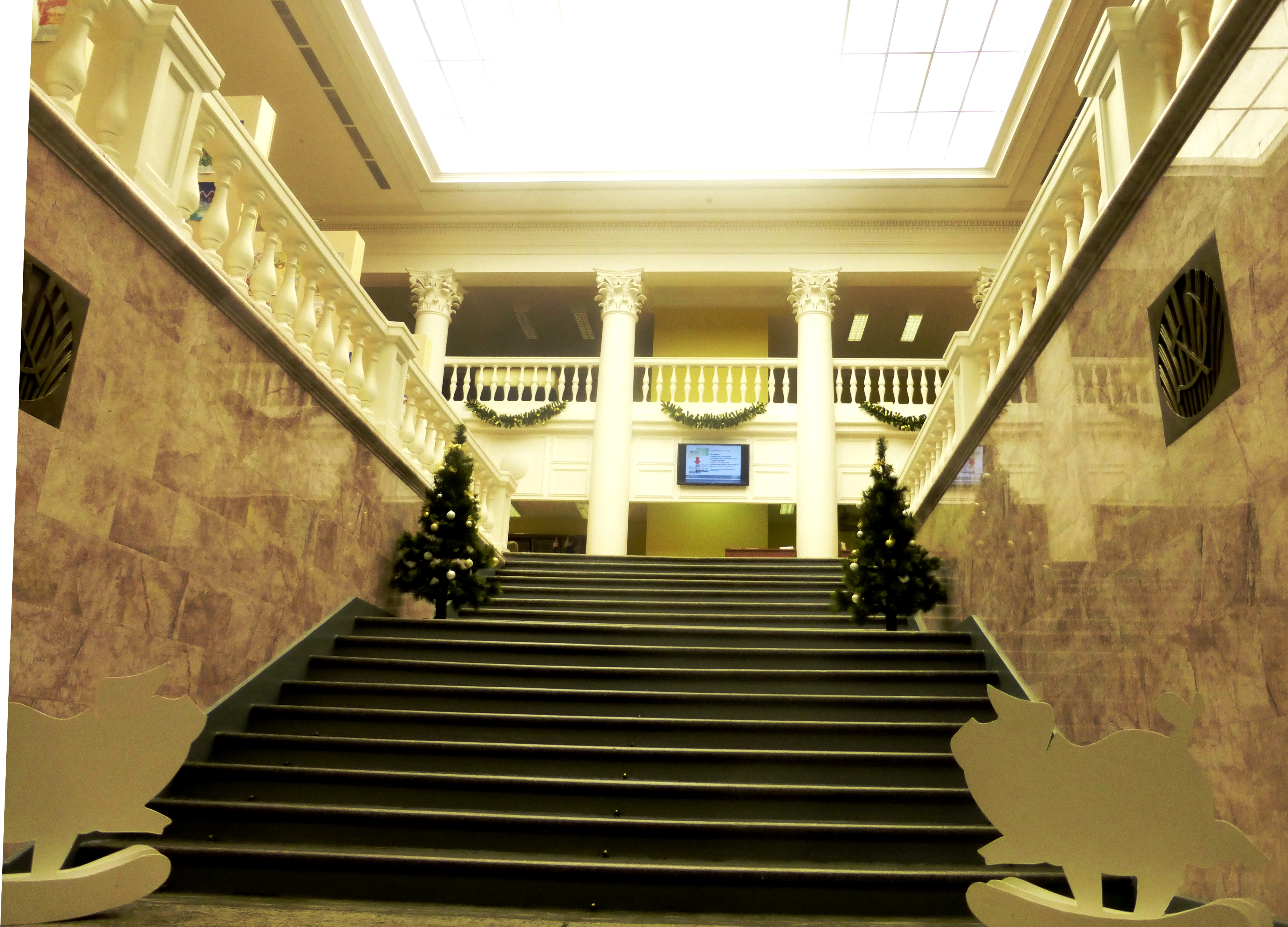

Национа́льная библиоте́ка Респу́блики Каре́лия — бюджетное учреждение, главное книгохранилище Республики Карелия для национальных, республиканских, российских и зарубежных изданий. Библиотека содержит более 1,6 миллиона документов по всем отраслям знаний на различных носителях информации.

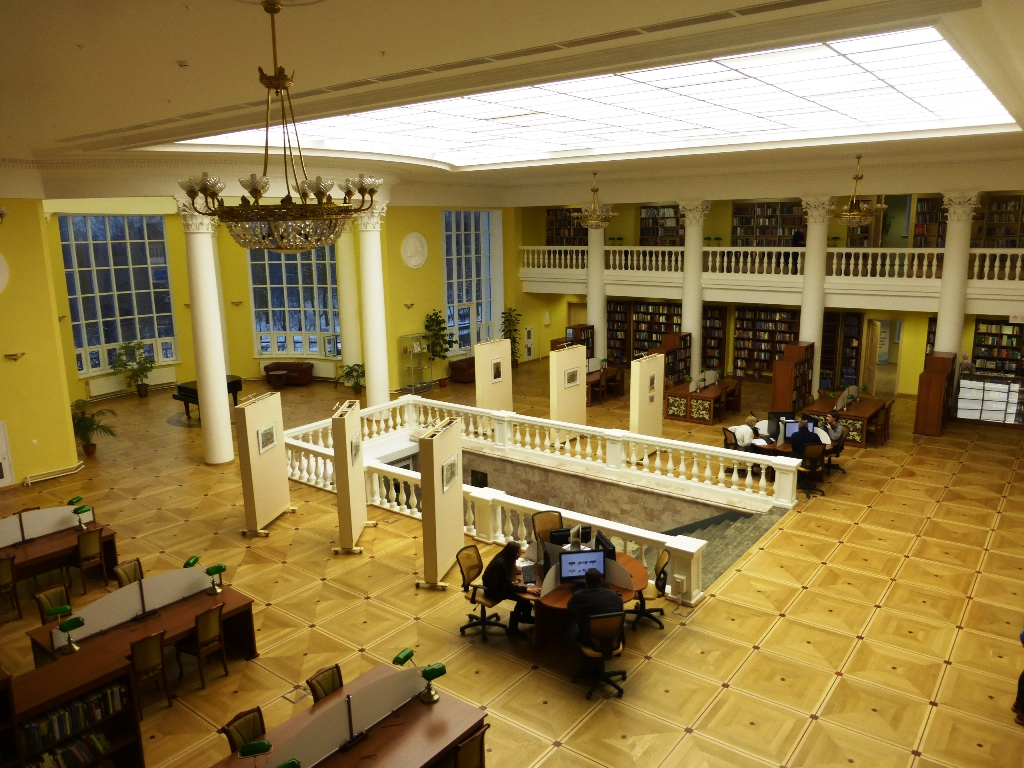

## История
15 октября 1833 года в Петрозаводске по прямому указанию Министерства внутренних дел олонецкому губернатору А. И. Яковлеву была открыта Публичная библиотека. Библиотекарем и книжным хранителем был назначен архивариус Казённой палаты Лаврентий Мартынович Никифоров. Библиотека располагалась в освобождённых комнатах казённой губернаторской квартиры. Наибольшая часть библиотеки состояла из научно-популярной литературы и книг по сельскому хозяйству, естественным наукам и медицине. Для организации работы был создан Попечительский комитет, в состав которого вошли губернский предводитель дворянства, директор Олонецких горных заводов, вице-губернатор и губернский директор училищ. Деятельность публичной библиотеки прекратилась в 1850-х годах.
2 января 1860 года Публичная библиотека была возрождена. Библиотека открылась в залах Благородного собрания на Круглой площади. Один из организаторов — Павел Николаевич Рыбников. Посещение библиотеки стало платным, стоимость библиотечного абонемента была обусловлена количеством одновременно получаемой литературы.
После отъезда Рыбникова во второй половине 1860-х годов библиотека снова прекратила существование.
В июне 1870 года во время посещения Петрозаводска Великим князем Алексеем Александровичем была открыта подписка на возрождение Публичной библиотеки. Было собрано 200 рублей, узнав о проведённой акции, Великий князь назначил от себя в пользу библиотеки 300 рублей. В результате библиотека была открыта и названа Алексеевской. Располагалась она в здании бывшей городской гауптвахты на Соборной улице. Через несколько лет спустя положение библиотеки стало ухудшаться: поступало всё меньше средств, начались проблемы с содержанием помещения.
С 1918 года библиотека возобновила свою работу, однако во время пожара в 1918 году она почти полностью сгорела.
В 1919 году была создана Губернская библиотека-читальня, куда вошли фонды библиотек духовной и учительской семинарий, мужской и женской гимназий и коммерческого клуба. В 1920-е годы заведовали библиотекой Никольский И. М. (1886—1935), в прошлом земский учитель, Бойцов Павел Алекандрович, Надежин Алексей Алексанлрович, в 1933—1937 гг. Молодьков Семён Федотович.
С 1922 года библиотека получает новое название — Карельская областная библиотека, а с 1925 года — Карельская публичная библиотека.
В 1941 году в связи с начавшейся оккупацией Карелии часть фондов библиотеки была эвакуирована в город Кемь. Около 10 тысяч экземпляров изданий хранились на станции Вонгуда Кировской железной дороги (Архангельская область). Часть фонда была уничтожена во время оккупации Петрозаводска финскими войсками (1941—1944), часть вывезена в Финляндию (В 1945 году были возвращены из Финляндии 14 вагонов книг библиотеки). В Кеми библиотека возобновила работу в 1944 году.

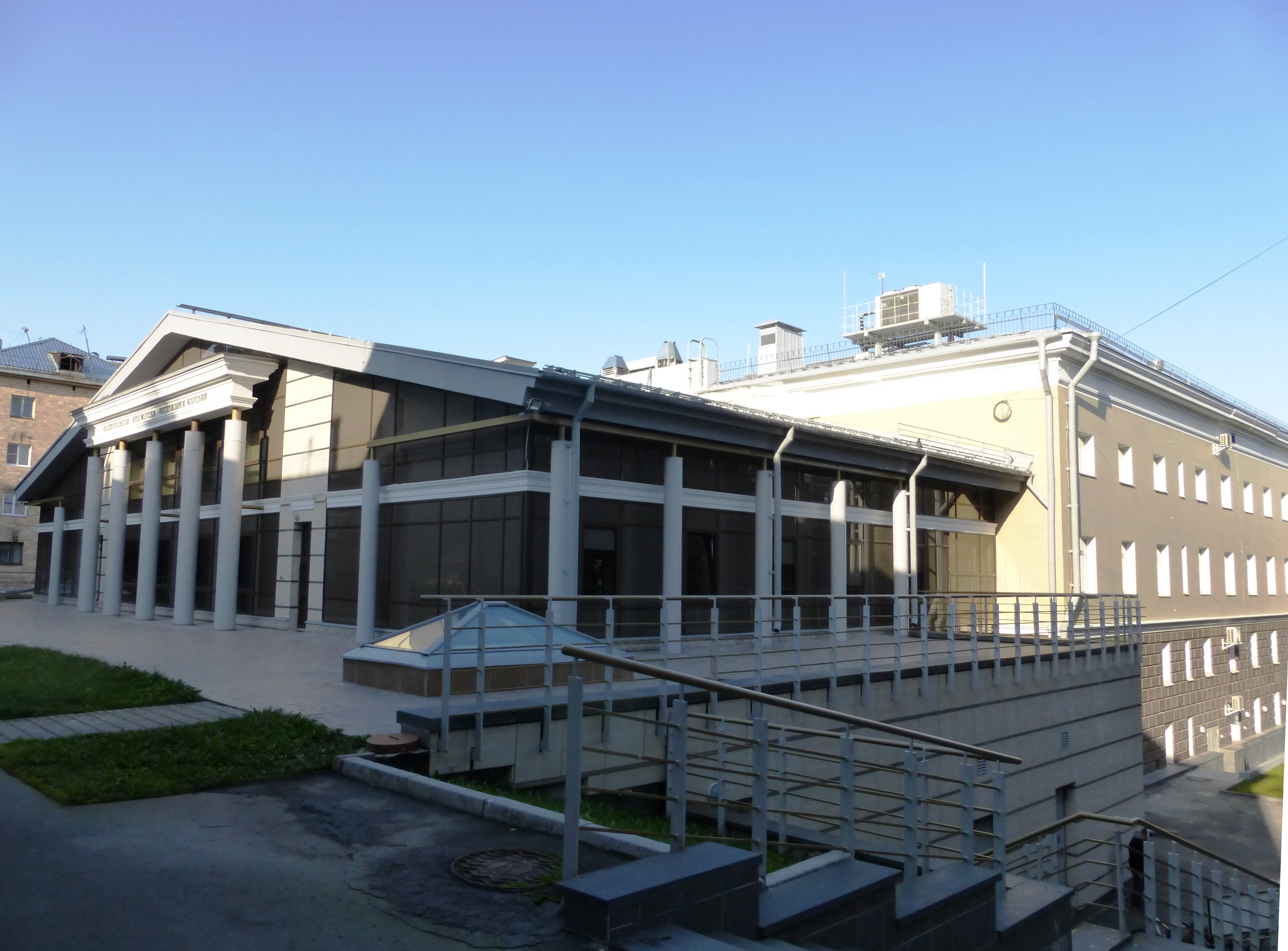
Пристройка со стороны улицы Куйбышева

В 1947 году библиотека открыта в Петрозаводске в бывшем Дворце Труда на проспекте Карла Маркса. Библиотека получила новое название — Государственная Публичная библиотека Карело-Финской ССР.
В 1951—1959 годах директором библиотеки работала А. М. Синицына (1905—1980).
В 1959 году библиотека переехала в новое здание, построенное по проекту петрозаводского архитектора К. Я. Гутина на улице Пушкинской. Здание является памятником культуры республиканского значения.
В 1960 году библиотека награждена Почётной грамотой Президиума Верховного Совета РСФСР.
В 1959—1984 годах директором Государственной публичной библиотекой Карельской АССР работал Заслуженный работник культуры Карельской АССР Иван Михайлович Петров.

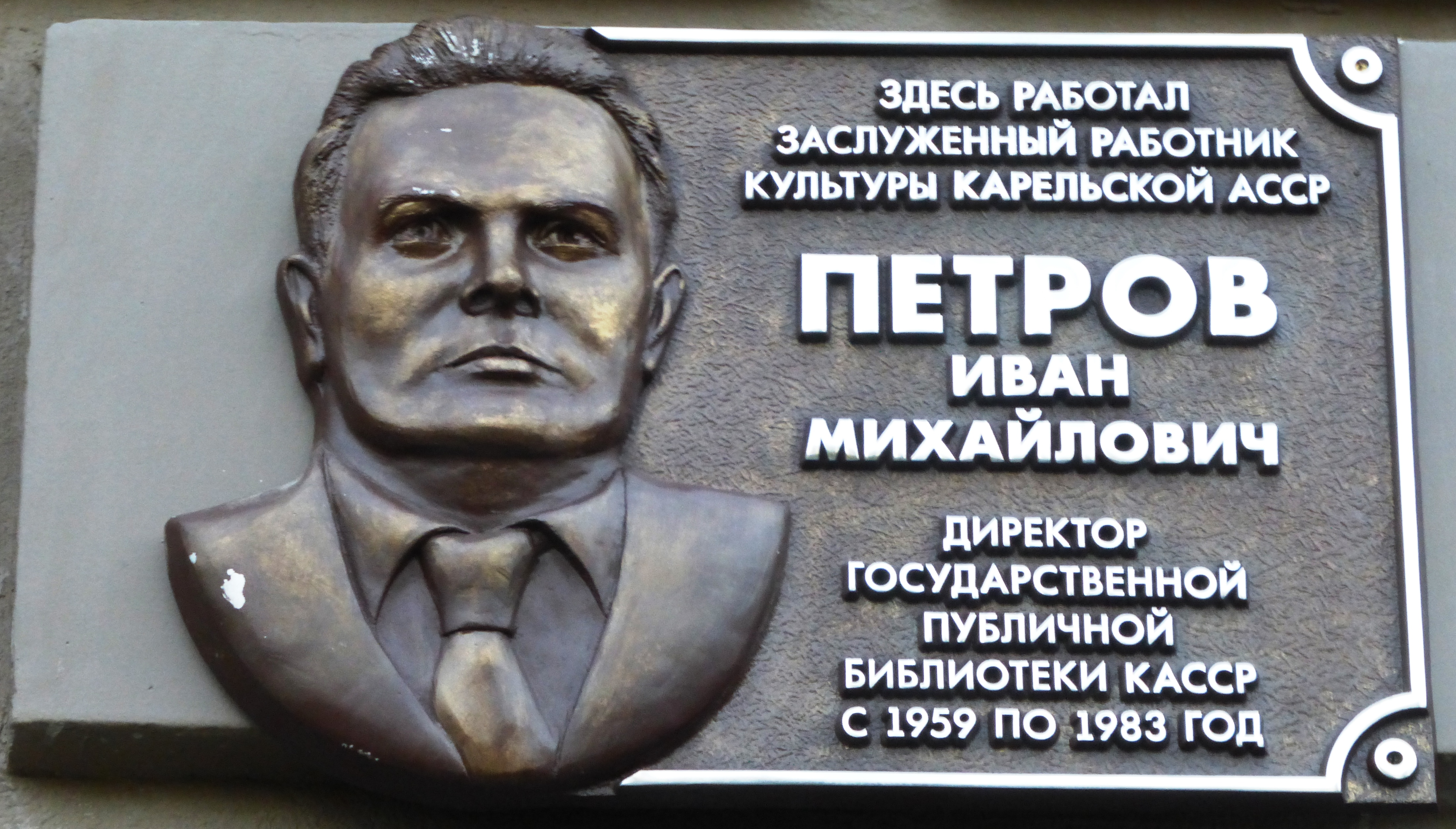
Памятная доска И. М. Петрову на здании библиотеки

В 1991 году библиотека получила статус Национальной библиотеки Республики Карелия.
В 2009—2016 годах была проведена реконструкция здания библиотеки и строительство пристройки.

## Структура[10]
- Дирекция.
- Отдел кадров, правовой работы и документационного обеспечения.
- Отдел организации и методики библиотечной работы.
- Отдел формирования библиотечно-информационных ресурсов.
- Отдел хранения библиотечных фондов.
- Отдел информационных технологий.
- Отдел учёта, регистрации пользователей и сервисных услуг.
- Отдел библиотечного обслуживания[11] — Кафедра «Универсальный читальный зал» — Абонемент — Кафедра медицинской литературы — Кафедра музыкально-нотной литературы — Кафедра литературы на иностранных языках — Сектор редких книг и работы с книжными памятниками — Кафедра обслуживания пользователей с ограниченными возможностями здоровья.
- Информационно-справочный отдел.
- Отдел национальной и краеведческой литературы и библиографии — Книжная палата Республики Карелия.
- Карельский центр Музея-института семьи Рерихов (Карельский центр Николая Рериха).
- Центр детского чтения — Кафедра обслуживания детей дошкольного и младшего школьного возраста — Кафедра обслуживания детей среднего школьного возраста — Сектор развития читательских компетенций — Сектор организации культурных программ.
- КИБО.